# Nanos nitens
Nanos nitens är en skalbaggsart som beskrevs av Lebis 1953. Nanos nitens ingår i släktet Nanos och familjen bladhorningar. Inga underarter finns listade i Catalogue of Life.